# 夏浩源
夏浩源（1995年7月18日—），臺灣新聞主播，曾任東森財經新聞台主播、《57彩券王》主持人、《57怪奇物語》主持人。現任三立iNEWS主播、氣象主播、製作人、《全民i彩券》主持人。